# Roger Camacho
Roger Camacho Duré (Luque, 12 marzo 1934) è un ex cestista paraguaiano.

## Carriera
Con il Paraguay ha disputato i Campionati sudamericani del 1955.